# Michaela Puzicha
Michaela Puzicha OSB (* 1945 in Rheine, Deutschland) ist eine deutsche Benediktinerin, Theologin und Kirchenhistorikerin. Sie forscht und publiziert über die Regula Benedicti, die Spiritualitätsgeschichte des Benediktinerordens sowie über die Geschichte des Mönchtums.

## Leben
Puzicha trat nach dem Abitur in das Noviziat der Abtei Varensell ein und studierte Katholische Theologie an der Universität Münster, wo sie 1977 mit einer Dissertation zur Fremdenaufnahme als Werk privater Wohltätigkeit im Urteil der Alten Kirche promoviert wurde. Ihr Doktorvater war Bernhard Kötting. Im Anschluss daran betrieb Puzicha Forschungen zum monastischen Leben, besonders zum vorbenediktinischen Mönchtum, zur Grundlagenforschung der Regula Benedicti sowie zur altkirchlichen Hagiographie.
Von 2000 bis 2016 leitete Puzicha im Auftrag der Salzburger Äbtekonferenz das Institut für Benediktinische Studien, an dessen Aufbau sie wesentlich mitwirkte. Puzicha ist Lehrbeauftragte am Institut für Bibelwissenschaft und Kirchengeschichte der Universität Salzburg.
Puzichas methodologischer Zugang zur Regula Benedicti korrespondiert mit den Auslegungsmethoden der historisch-kritischen Exegese.

## Auszeichnungen
- 2017: Ehrendoktor der Universität Luzern[1]

## Veröffentlichungen (in Auswahl)
- Christus peregrinus. Die Fremdenaufnahme (Mt 25,35) als Werk privater Wohltätigkeit im Urteil der Alten Kirche (= Münsterische Beiträge zur Theologie. Nr. 47). Aschendorff, Münster 1980, ISBN 978-3-402-03952-6 (zugleich Dissertation Universität Münster).
- Kommentar zur Benediktusregel. 2. verbesserte, überarbeitete und ergänzte Auflage. EOS, St. Ottilien 2015, ISBN 978-3-8306-7732-1.
- Benedikt für jeden Tag. Ein Jahreskommentar zur Benediktusregel. EOS, St. Ottilien 2019, ISBN 978-3-8306-7930-1.